# Ptilobaptus pamelae
Ptilobaptus pamelae là một loài tò vò trong họ Ichneumonidae.